# Negocis de família (pel·lícula)
Negocis de família (títol original: Family Business) és una pel·lícula estatunidenca de Sidney Lumet estrenada el 1989 i doblada al català.

## Argument
Un vell atracador (Sean Connery) organitza un últim atracament perfecte amb el seu fill (Dustin Hoffman) i el seu net (Matthew Broderick). Consisteix a introduir una targeta en l'obertura electrònica, entrar, sortir i repartir-se un milió de dòlars; sense violència, sense sospites, sense policies.

## Repartiment
- Sean Connery: Jessie McMullen
- Dustin Hoffman: Vito McMullen
- Matthew Broderick: Adam McMullen
- Rosanna Desoto: Elaine
- Janet Carroll: Margie
- Victoria Jackson: Christine
- Bill McCutcheon: Danny Doheny
- Salem Ludwig: Nat Gruden
- Rex Everhart: Ray Garvey
- James Tolkan: Jutge en el 2n procés
- Isabell O'Connor: Jutge en el 1r procès
- Ed Crowley: Charlie

## Al voltant de la pel·lícula
- Encara que tracta un tema semblant, no existeixi cap vincle amb Conseil de famille de Costa-Gavras (1986) amb Guy Marchand i Johnny Hallyday.